# Fury
 Fury és la primera pel·lícula estatunidenca de Fritz Lang estrenada el 1936, i evoca el linxament als Estats Units.

## Argument
Joe Wilson planeja casar-se i posa el seu propi negoci al costat dels seus germans. De passada en una petita ciutat, és acusat per una sèrie de coincidències com a sospitós d'un segrest d'una nena (que no ha comès). És ingressat a la presó amb caràcter preventiu. Per boca d'un dels ajudants del comissari, s'inicia una sèrie de rumors quan en anar a un bar, parla del que ha passat exagerant una mica. La gent del bar indignada per la naturalesa del crim es convoca a la plaça davant de la comissaria. A mesura que augmenta la concentració de gent, augmenten proporcionalment els crits fins llançaments de pedres. Finalment, després d'un intent fallit d'ingrés, la gent s'ha convertit en una massa que comença a cridar i a embogir, descontrolada llança foc i incendia la delegació. A través de les reixes de la finestra es veu el desgraciat Wilson lluitant contra les flames, en una cel·la en la qual està tancat, però encara que aconsegueix escapar és donat per mort, ja que l'incendi fa caure el lloc impedint el rescat de cos.
En un segon bloc comença el judici als pocs (22 persones) autors materials de l'atac que s'aconsegueixen identificar gràcies a sorolls de la ràdio. Paral·lelament, Joe trama al costat dels seus germans la venjança: romandre com mort, fins i tot per a la seva promesa, tot sigui perquè els qui van intentar matar-lo pateixin tant com sigui possible. Durant el procés es discorre sobre les culpes dels acusats en particular, com de la massa en general. Arribant als legats finals, la promesa de Joe descobreix amb alegria que el seu promès és viu, encara que es dona comte del que vol fer i li fa raonar, però no ho aconsegueix.
Finalment, quan s'està sentenciant al grup d'incendiaris, apareix Joe per salvar-los de la seva condemna. D'una banda, perquè el discurs de la seva promesa li va provocar un remordiment insuportable, i, d'altra, com a mitjà de recuperar la seva identitat i la seva promesa.

## Repartiment
- Sylvia Sidney: Katherine Grant
- Spencer Tracy: Joe Wilson
- Walter Abel: El procurador general
- Bruce Cabot: Kirby Dawson
- Edward Ellis: El xèrif
- Walter Brennan: 'Bugs' Meyers
- Esther Dale: Sra. Whipple
- Arthur Stone: Durkin
- Clarence Kolb (no surt als crèdits): Un amic de Durkin

## Nominacions
- 1937 − Oscar al millor guió original per Norman Krasna